# فالک
فالک (انگلیسی: Falck) شرکت مراقبت سلامت دانمارکی است، که در سال ۱۹۰۶ توسط سوفوس فالک تأسیس شد.